# Moravský Svätý Ján
Moravský Svätý Ján (en allemand : Sankt Johann an der March ) est un village de Slovaquie situé dans la région de Trnava.

## Histoire
La première mention écrite du village date de 1449. Sous les noms de Szent Janos en hongrois et Sankt Johann in Ungarn en allemand dans l'empire d'Autriche. Il fait partie du Royaume de Hongrie jusqu'en 1918. Au début du XXe siècle le nom hongrois était Morva-Szent-János.

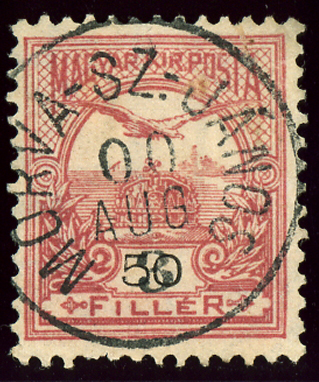
Timbre oblitéré à Moravský Svätý Ján (Morvaszentjános) en 1900

## Démographie

### Évolution de la population
| Année:               | 1994. | 2004.   | 2014.   | 2024.   |
| -------------------- | ----- | ------- | ------- | ------- |
| Nombre de personnes: | 2018  | 2074    | 2115    | 2126    |
| Différence:          |       | +2,77 % | +1,97 % | +0,52 % |

| Année:               | 2023. | 2024.   |
| -------------------- | ----- | ------- |
| Nombre de personnes: | 2135  | 2126    |
| Différence:          |       | -0,42 % |